# Mordellistena rufohumeralis
Mordellistena rufohumeralis es una especie de coleóptero de la familia.